# Polystictus superciliaris
A Polystictus superciliaris a madarak (Aves) osztályának verébalakúak (Passeriformes) rendjébe és a királygébicsfélék (Tyrannidae) családjába tartozó faj.

## Rendszerezése
A fajt Maximilian zu Wied-Neuwied német herceg, felfedező és természettudós írta le 1831-ben, az Euscarthmus nembe Euscarthmus superciliaris néven.

## Előfordulása
Brazília keleti részén honos. Természetes élőhelyei a szubtrópusi és trópusi hegyi esőerdők, gyepek és szavannák, valamint legelők. Állandó, nem vonuló faj.

## Megjelenése
Testhossza 9 centiméter.

## Természetvédelmi helyzete
Az elterjedési területe nagy, egyedszáma ugyan csökken, de még nem éri el a kritikus szintet. A Természetvédelmi Világszövetség Vörös listáján nem fenyegetett fajként szerepel.